# Isang Yun
Isang Yun (Tongyeong, Korea, 17 september 1917 – Berlijn, 3 november 1995) was een Zuid-Koreaans componist, muziekpedagoog en dirigent. Toen Yun geboren werd was Korea bezet door Japan.

## Levensloop
In de jaren 30 begon hij met zijn muziekstudies in Osaka, Japan (cello en muziektheorie) en Tokio (contrapunt en compositie). In de Tweede Wereldoorlog zat hij bij het anti-Japans Verzet, werd in 1943 opgepakt en in Japanse gevangenschap gemarteld. Met een studiebeurs die hij 1955 samen met de cultuurprijs van de stad Seoel kreeg, kon hij in Parijs aan het Conservatoire national supérieur de musique en in Berlijn onder andere bij Boris Blacher studeren. In Berlijn was hij ook leerling van Josef Rufer, zelf een leerling van Arnold Schönberg, en hij leerde het componeren met twaalf opeen betrokken tonen. Een belangrijk punt was zeker ook de deelname aan de Darmstädter Ferienkurse in 1958. Vanuit Duitsland vond hij aansluiting bij de internationale Avant-garde.
Zijn muzikale doorbraak kwam in 1965 met de première van zijn boeddhistisch oratorium Om mani padme hum en in 1966 met de première van Réak in Donaueschingen.
De Zuid-Koreaanse geheime dienst arresteerde hem in 1967 en hij werd opnieuw gemarteld. Hij werd wegens landverraad aangeklaagd. In een politiek showproces werd hij in eerste instantie tot een levenslange gevangenisstraf veroordeeld. Door internationale protesten werd hij echter in 1969 vrijgelaten. In 1971 werd hij genaturaliseerd Duitser.
Van 1970 tot 1985 was hij docent en sinds 1974 als professor verbonden aan de Hochschule der Künste in Berlijn.
Als componist schreef hij meer dan 100 werken, onder andere vier opera's, meerdere instrumentaal-concerten, vijf symfonieën en kamermuziek. Zijn muziek streeft naar vrede en verzoening, datzelfde wilde hij bereiken op het politieke vlak tussen Noord-Korea en het zuiden.
Hij was lid van de Akademie der Künste in Hamburg en Berlijn alsook van de Academia Scientiarum et Artium Europaea in Salzburg, ere-lid van de Internationalen Gesellschaft für Neue Musik, ere-doctor van de Universiteit Tübingen en onderscheiden met de Goethe-Medaille van het Goethe-Instituut en met het Große Verdienstkreuz des Verdienstordens der Bundesrepublik Deutschland.
Na zijn overleden in Berlijn werd hij in een ere-graf van die stad begraven.

## Composities

### Werken voor orkest

#### Symfonieën
- 1983 Symphonie I, in vier delen
- 1984 Symphonie II, in drie delen
- 1984 Symphonie IV "Im Dunkeln singen", in twee delen
- 1985 Symphonie III, in een deel
- 1987 Symphonie V, in vijf delen naar gedichten van Nelly Sachs
- 1987 Kammersinfonie I, voor twee hobo's, twee hoorns en strijkorkest
- 1989 Kammersinfonie II "Den Opfern der Freiheit", voor orkest

#### Solo-concerten voor instrumenten en orkest
- 1975-1976 Concert, voor cello en orkest
- 1977 Dubbelconcert, voor hobo, harp en klein orkest
- 1977 Concert, voor fluit en klein orkest
- 1981 Concert, voor klarinet en orkest
- 1981 Concert nr. 1, voor viool en orkest
- 1983-1986 Concert nr. 2, voor viool en orkest
  1. Festliches Präludium
  2. Dialog Schmetterling - Atombombe
  3. Adagio und Finale
- 1984 Gong-Hu, voor harp en strijkers
- 1987 Duetto concertante, voor hobo / althobo, cello en strijkers
- 1990 Concert, voor hobo / hobo d'amore en orkest
- 1992 Concert nr. 3, voor viool en klein orkest

#### Andere orkestwerken
- 1960 Bara, voor orkest
- 1960 Symphonische Szene, voor orkest
- 1961 Colloîdes sonores, voor strijkorkest
- 1964 Fluktuationen, voor orkest
- 1966 Réak, voor groot orkest
- 1971 Dimensionen, voor groot orkest met orgel solo
- 1972 Konzertante Figuren, voor orkest
- 1973 rev.1974 Ouverture, voor groot orkest
- 1978 Muak, dans-fantasie voor groot orkest
- 1979 Fanfare & Memorial, voor orkest
- 1981 Exemplum in Memoriam Kwangju, voor groot orkest
- 1986 Impression, voor klein orkest
- 1989 Konturen, voor groot orkest
- 1992 Silla, legende voor orkest
- 1994 Engel in Flammen, memento voor orkest met Epilog, voor sopraan solo, driestemmig vrouwenkoor en vijf instrumenten (fluit, hobo, celesta, viool en cello)

### Werken voor harmonieorkest
- 1974 Harmonia, voor harmonieorkest, harp en slagwerk
- 1986 Mugung-Dong, Invocatie voor blazers, slagwerk en contrabassen

### Oratoria, cantates
- 1964 Om mani padme hum, boeddhistisch oratorium - cyclus voor solisten (sopraan, bariton), gemengd koor en orkest - tekst: uit de redes van Buddha samengesteld van Wolf D. Rogosky naar de vertaling van Karl E. Neumann
- 1977 Der weise Mann, cantate voor bariton, gemengd koor en klein orkest naar teksten van de predikanten Salomo en Laotses - tekst: Walter Böttcher
- 1986-1987 Naui Dang, Naui Minjokiyo ("Mijn land, mijn volk"), Koreaans cantate voor solisten, gemengd koor en orkest - naar teksten van verschillende Zuid-Koreaans dichters
  1. Roksa (Geschiedenis)
  2. Hyon-shil I / II (Tegenwoordig I / II)
  3. Mi-rae (toekomst)

### Muziektheater

#### Opera's
| Voltooid in | titel                                                                                | aktes                                        | première                     | libretto                                                                            |
| ----------- | ------------------------------------------------------------------------------------ | -------------------------------------------- | ---------------------------- | ----------------------------------------------------------------------------------- |
| 1965        | Der Traum des Liu-Tung                                                               | voorspel, 1 akte in 4 droombeelden en naspel | 25 september 1965, Berlijn   | naar een Oud-Chinees leerstuk van Ma Chi-Yuan in de vertaling van Hans Rudelsberger |
| 1967-1968   | Die Witwe des Schmetterlings                                                         | 1 akte, 3 taferelen                          | 23 februari 1969, Neurenberg | Harald Kunz naar een Chinees verhaal uit de 16e eeuw                                |
| 1969-1970   | Geisterliebe                                                                         | 2 bedrijven                                  | 20 juni 1971, Kiel           | Harald Kunz                                                                         |
| 1971-1972   | Sim Tjong                                                                            | 2 aktes met voor- en tussenspel              | 1 augustus 1972, München     | Harald Kunz naar een Koreaans legende                                               |
|             | Dromen (= Combinatie van "Der Traum des Liu-Tung" en "Die Witwe des Schmetterlings") |                                              |                              |                                                                                     |

### Werken voor koor
- 1968 Ein Schmetterlingstraum, voor gemengd koor met slagwerk ad libitum - Chinees tekst van Ma Chi-Yuan (14e eeuw)
- 1972/1982 Vom Tao, koren uit de opera Sim Tjong naar teksten van Harald Kunz voor gemengd koor, orgel en slagwerk (2 tamtams, 4 bekkens, marimba, xylofoon, tomtom, 4 woodblocks, 3 tempelblocks, grote trom, 2 schellen, 3 gongs en pauken)
- 1975 An der Schwelle, sonnet van Albrecht Haushofer voor bariton, vrouwenkoor, orgel en andere instrumenten (fluit, hobo, trompet, trombone, slagwerk)
- 1981 Der Herr ist mein Hirte, voor gemengd koor met solo trombone - tekst naar de 23e psalm en Nelly Sachs
- 1981 O Licht..., voor gemengd koor met solo viool en slagwerk (3 gongs, grote trom, klein trom, 2 tamtams, 3 tomtoms, vibrafoon) - tekst: naar Nelly Sachs en een gebed uit het boeddhisme

### Vocale muziek
- 1969-1970 Schamanengesänge, uit de opera Geisterliebe voor alt en orkest - naar teksten van Harald Kunz
- 1971 Namo, voor drie sopranen en groot orkest - tekst: naar gebeden van het Mahayana-Boeddhisme
- 1972 Gagok, voor solo zang, gitaar en slagwerk
- 1974 Memory, voor drie zangstemmen en slagwerk
- 1980 Teile dich Nacht, drie gedichten van Nelly Sachs voor sopraan en kamerensemble
- 1985 Gagok, voor solo zang en harp

### kamermuziek
- 1959 Musik für sieben Instrumente
- 1959-1961 Strijkkwartet nr. 3
- 1962 rev.1964 Loyang, voor kamerensemble
- 1976 Pièce concertante, voor kamerensemble
- 1976 Duo, voor altviool en accordeon
- 1978 Oktett
- 1983 Concertino, voor accordeon en strijkkwartet
- 1987 Tapis pour Cordes, voor strijkkwintet
- 1988 Distanzen, voor blazerskwintet en strijkkwintet
- 1988 Festlicher Tanz, voor blazerskwintet
- 1988 Strijkkwartet nr. 4
- 1988 Intermezzo, voor cello en accordeon
- 1988 Pezzo fantasioso, voor kamerensemble
- 1990 Kammerkonzert I, voor 7 blazers, strijkers en slagwerk (première tijdens het "Holland Festival 1990" door het "Schönberg-Ensemble", o.l.v. Reinbert de Leeuw)
- 1990 Kammerkonzert II, voor hobo (althobo), trombone, piano, slagwerk, altviool, cello en contrabas
- 1990 Strijkkwartet nr. 5 (première tijdens het Orlando Festival 1991 in IJsselstein met het Orlando kwartet)
- 1991 Blazerskwintet
- 1992 Strijkkwartet nr. 6
- 1993 Blazersoktet met contrabas ad libitum
- 1994 OstWest-Miniaturen voor hobo en cello

### Werken voor orgel
- 1967 Tuyaux sonores
- 1975 Fragment

### Werken voor piano
- 1958 Vijf stukken
- 1982 Interludium A

### Werken voor klavecimbel
- 1966 Shao Yang Yin

### Werken voor harp
- 1987 In Balance

### Werken voor blokfluit
- 1993 Vier Chinesische Bilder, voor blokfluit solo, 'Der Besucher der Idylle', 'Der Eremit am Wasser', 'Der Affenspieler', 'Die Hirtenflote'

## Publicaties
- Margot Overath: In meiner Fantasie konnte ich fliegen. Die Entführung des Komponisten Isang Yun im Kalten Krieg 1967, Feature. Prod.: SFB, 1997.
- Ilja Stephan: Isang Yun: Die fünf Symphonien. Eine hermeneutische Rekonstruktion, (Diss. phil.) (= Musik-Konzepte Bd. 109/110, Hg. H.-K. Metzger/R. Riehn), edition text + kritik, München 2000.
- Ilja Stephan: Das kreative Dritte. Der koreanisch-deutsche Komponist Isang Yun im Spannungsfeld der Kulturen und politischen Systeme, in: Zehentreiter, Ferdinand (Hg.): Komponistenexile im 20. Jahrhundert
- Ilja Stephan: Kontinuität als Schaffensprinzip. Über zyklische Zusammenhänge im Werk von Isang Yun, in: Journal of the Musicological Society of Korea Bd. 13, Seoel 2005, S. 143 - 159.
- Ilja Stephan: Musik als Sinnbild. Vorstellungshintergründe, biografische Erfahrung und musikalische Strategien im Werk Isang Yuns, in: Sparrer, W.-W. (Hg.): Ssi-ol. Almanach 2000/01 der Internationalen Isang Yun Gesellschaft Bd. 3, Berlin 2002, S. 69 - 78.